# Halavanahalli, Tirthahalli
Halavanahalli là một làng thuộc tehsil Tirthahalli, huyện Shimoga, bang Karnataka, Ấn Độ.